# Angelo Stano
Angelo Stano (Santeramo in Colle, 6 gennaio 1953) è un fumettista e illustratore italiano.
È noto soprattutto per il suo impegno come disegnatore e copertinista (dal 1990 al 2016) di Dylan Dog.

## Biografia
Ottenuta la maturità artistica nel 1971, si trasferisce a Milano.
Nel 1973 esordisce nel fumetto disegnando una riduzione de Dalla Terra alla Luna di Jules Verne, sceneggiata da Roberto Catalano e pubblicata in un pocket dall'Editrice Sole di Francesco Paolo Conte (la storia viene però conclusa dal grafico Enrico Tronconi).
Nel 1975 realizza alcune storie autoconclusive per il settimanale Audax diretto da Nino Cannata per la Arnoldo Mondadori Editore, oltre a brevi episodi di guerra per la Editoriale Dardo.
Negli anni successivi collabora con altre case editrici del settore, tra cui Ediperiodici, Edifumetto, Staff di If, Corrier Boy, Universo.
Dal 1981 al 1999 insegna alla Scuola del Fumetto di Milano.
Nel 1985 entra nel team di autori che lavorano alla creazione di una nuova serie a fumetti di genere horror per la Sergio Bonelli Editore, Dylan Dog, personaggio ideato da Tiziano Sclavi. Anche se il personaggio è stato creato graficamente dal copertinista Claudio Villa, è Stano che illustra il primo albo della serie, L'alba dei morti viventi, caratterizzandosi per l'utilizzo di uno stile ispirato a quello del pittore Egon Schiele. L'albo esce nelle edicole nell'ottobre del 1986. Negli anni successivi disegna altre storie di Dylan Dog, sia per la serie regolare sia per altre pubblicazioni.
Nel 1990 diventa autore delle copertine degli albi di Dylan Dog, sostituendo così Claudio Villa a partire dal numero 42 della serie.
Negli anni successivi continua a collaborare con Tiziano Sclavi sia con progetti inerenti Dylan Dog (tra cui nel 1991 i Tarocchi di Dylan Dog, opera pubblicata da Lo Scarabeo di Torino assieme a una Intervista a Dylan Dog scritta da Giordano Berti), sia con progetti esterni (è autore delle copertine dei libri dello scrittore lombardo, edite in quegli anni da Camunia Editore).
Nel 1992 gli viene assegnato il Premio Bonaventura di Treviso Comix per le ristampe cartonate di Arnoldo Mondadori Editore dedicate a Dylan Dog.
Nel dicembre 2012 viene pubblicato il numero 315 di Dylan Dog, La legione degli scheletri. Per quest'albo Stano realizza, oltre ai disegni e alla copertina, anche soggetto e sceneggiatura.
Nel 2016, con il numero 362, interrompe la sua attività come autore delle copertine degli albi della serie regolare di Dylan Dog, compito affidato a Gigi Cavenago a partire dal numero 363..
Nel febbraio 2016 è pubblicato Painted desert, un cartonato di Tex Willer scritto da Mauro Boselli e pubblicato nella collana Tex Romanzi a Fumetti, storia di cui Stano è autore dei disegni, della copertina e dei colori.
Nel 2022 realizza l'ultimo albo de "I racconti di domani", con i testi di Tiziano Sclavi.
Attualmente è al lavoro su una graphic novel di genere fantascientifico di cui sarà anche sceneggiatore e soggettista.

## Opere

### Albi di Dylan Dog
- Tiziano Sclavi (testi), Angelo Stano (disegni); L'alba dei morti viventi, in Dylan Dog n. 1, Sergio Bonelli Editore, ottobre 1986.
- Tiziano Sclavi (testi), Angelo Stano (disegni); Morgana, in Dylan Dog n. 25, Sergio Bonelli Editore, ottobre 1988.
- Tiziano Sclavi (testi), Angelo Stano (disegni); Storia di nessuno, in Dylan Dog n. 43, Sergio Bonelli Editore, aprile 1990.
- Tiziano Sclavi (testi), Angelo Stano (disegni); La storia di Dylan Dog, in Dylan Dog n. 100, Sergio Bonelli Editore, gennaio 1995.
- Tiziano Sclavi (testi), Angelo Stano (disegni); Era morta, in Dylan Dog Gigante n. 4, Sergio Bonelli Editore, dicembre 1995.
- Pasquale Ruju (testi), Angelo Stano (disegni); Sangue di lupo, in Dylan Dog Gigante n. 6, Sergio Bonelli Editore, dicembre 1997.
- Gianluigi Gonano (testi), Angelo Stano (disegni); Il pozzo dei dannati, in Dylan Dog Gigante n. 8, Sergio Bonelli Editore, novembre 1999.
- Pasquale Ruju (testi), Angelo Stano (disegni); I misteri di Venezia, in Dylan Dog n. 184, Sergio Bonelli Editore, gennaio 2002.
- Tito Faraci (testi), Angelo Stano (disegni); Il grande sonno, in Dylan Dog n. 217, Sergio Bonelli Editore, ottobre 2004.
- Michele Medda (testi), Angelo Stano (disegni); L'ospite sgradito, in Dylan Dog n. 233, Sergio Bonelli Editore, febbraio 2006.
- Tiziano Sclavi (testi), Angelo Stano (disegni); L'assassino è tra noi, in Dylan Dog n. 243, Sergio Bonelli Editore, dicembre 2006.
- Paola Barbato (testi), Angelo Stano (disegni); Videokiller, in Dylan Dog Color Fest n. 2, Sergio Bonelli Editore, agosto 2008.
- Michele Medda (testi), Angelo Stano (disegni); Il giorno del licantropo, in Dylan Dog n. 277, Sergio Bonelli Editore, dicembre 2009.
- Paola Barbato (testi), Angelo Stano (disegni); Anime prigioniere, in Dylan Dog n. 292, Sergio Bonelli Editore, gennaio 2011.
- Pasquale Ruju (testi), Angelo Stano (disegni); Ritratto di famiglia, in Dylan Dog n. 300, Sergio Bonelli Editore, settembre 2011.
- Angelo Stano (testi e disegni); La legione degli scheletri, in Dylan Dog n. 315, Sergio Bonelli Editore, dicembre 2012.
- Roberto Recchioni (testi), Angelo Stano e Daniele Bigliardo (disegni); Al servizio del caos, in Dylan Dog n. 341, Sergio Bonelli Editore, gennaio 2015
- Tiziano Sclavi (testi), Angelo Stano (disegni); Nel mistero, in Dylan Dog n. 375, Sergio Bonelli Editore, novembre 2017
- Roberto Recchioni (testi), Corrado Roi, Marco Nizzoli, Luca Casalanguida, Nicola Mari, Sergio Gerasi e Angelo Stano (disegni); Oggi sposi, in Dylan Dog n. 399, Sergio Bonelli Editore, novembre 2019
- Roberto Recchioni (testi), Angelo Stano e Corrado Roi (disegni); E ora, l'apocalisse!, in Dylan Dog n. 400, Sergio Bonelli Editore, dicembre 2019
- Barbara Baraldi (testi), Angelo Stano (disegni); L'ora del giudizio, in Dylan Dog n. 417, Sergio Bonelli Editore, maggio 2021

Inoltre, è stato il copertinista di alcune collane di Dylan Dog: Serie regolare (dal numero 42 al numero 361 e del numero 400), Speciale Dylan Dog (dal numero 4 al numero 28), Almanacco della Paura, Maxi Dylan Dog e Dylan Dog Gigante.